# Рытиков, Леонид Иванович
Леонид Иванович Рытиков (1915—1945) — сержант Рабоче-крестьянской Красной Армии, участник Великой Отечественной войны, Герой Советского Союза (1945).

## Биография
Леонид Рытиков родился 24 марта 1915 года в деревне Хамбушево (ныне — в черте Рязани). После окончания средней школы и железнодорожного училища в Рязани проживал в Мичуринске, работал на железной дороге. В 1937 году призван на службу в Рабоче-крестьянскую Красную Армию. С начала Великой Отечественной войны — на её фронтах. В боях три раза был ранен и один раз контужен.
К февралю 1945 года сержант Леонид Рытиков командовал отделением 1159-го стрелкового полка 351-й стрелковой дивизии 38-й армии 4-го Украинского фронта. Отличился во время освобождения Польши. 15 февраля 1945 года в ходе боя за населённый пункт Хыбе Силезского воеводства Рытиков закрыл собой вражеский пулемёт, ценой своей жизни обеспечив успех действий подразделения. Похоронен неподалёку от Хыбе.
Указом Президиума Верховного Совета СССР от 29 июня 1945 года за «образцовое выполнение боевых заданий командования на фронте борьбы с немецкими захватчиками и проявленные при этом отвагу и геройство» сержант Леонид Рытиков посмертно был удостоен высокого звания Героя Советского Союза. Также был награждён орденом Ленина и медалью «За отвагу» (05.02.1945).
В честь Рытикова названа улица и вагонное депо, установлены памятник и обелиск в Мичуринске, названа улица в Рязани.